# 셀락

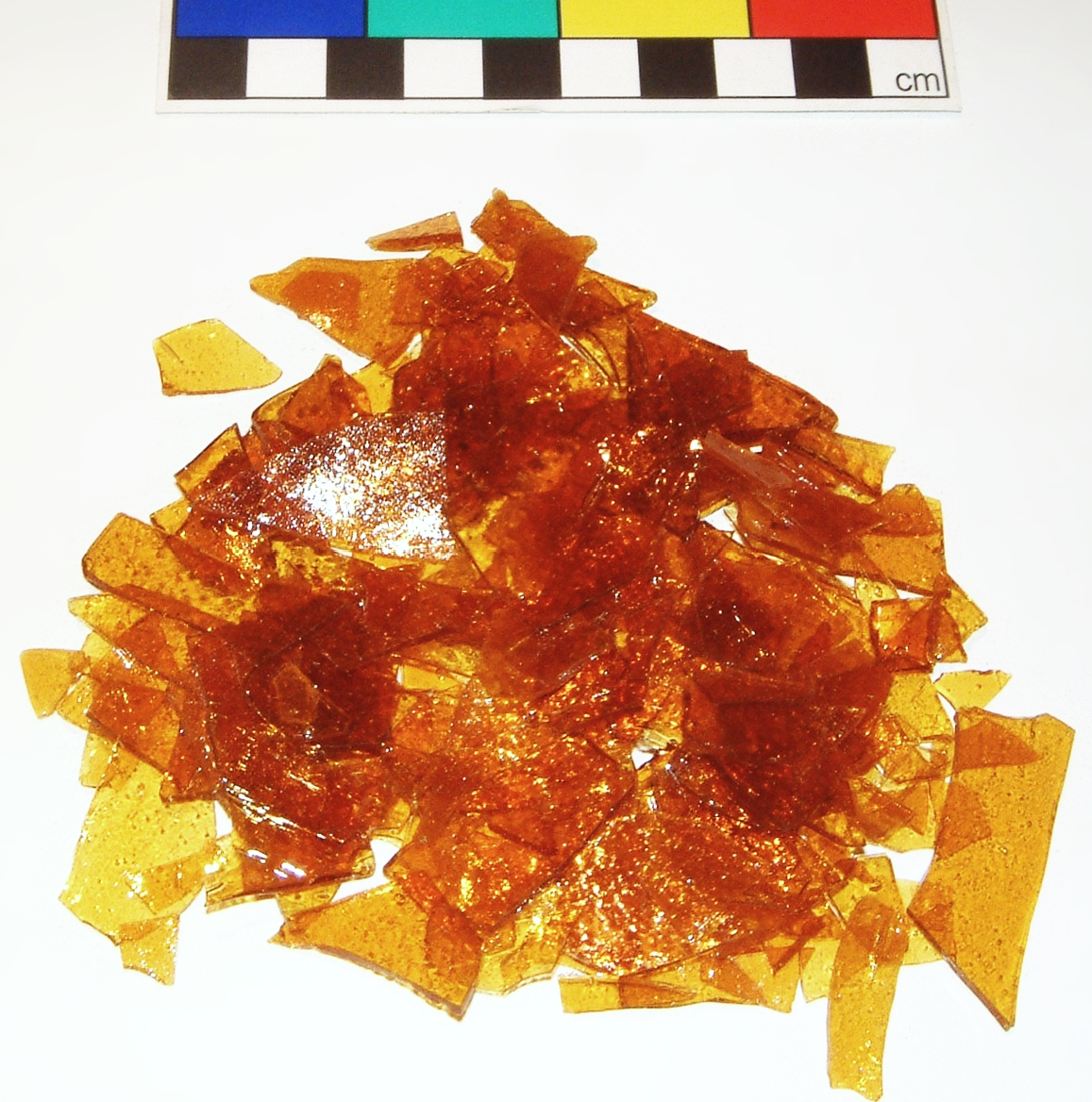
셀락

셀락 또는 셸락(영어: shellac, 문화어: 쉘라크)은 동물성 수지의 하나로 흰색의 물질로 인도, 미얀마 등지에 분포하는 락 깍지벌레(lac bug)가 분비하는 옅은 누런색 진을 정제하여 또는 표백하여 만든다. 바니시 제조, 레코드, 절연 재료 따위로 쓰였거나 쓰인다. 규범 표기는 ‘셸락’이다.

## 역사
셸락(/ʃəˈlæk/)은 인도와 태국의 숲에 있는 나무에서 암컷 락 깍지벌레에 의해 분비되는 수지이다. 건조 플레이크 형태로 가공 및 판매되고 알코올에 용해되어 액체 쉘락을 만들어 붓기, 칠하기 등의 방법으로 착색제, 식품 유약 및 목재 마감재로 사용된다. 셸락은 거친 천연 프라이머, 샌딩 실런트, 탄닌 차단제, 냄새 차단제, 얼룩 및 고광택 광택제로 기능한다. 셸락은 절연 특성이 좋고 습기를 차단하기 때문에 한때 전기 응용 분야에 인공 재료가 이를 대체하기 전까지 주요하게 천연 재료로서 사용되었다. 또한 축음기 및 78rpm 축음기는 1950년대부터 비닐 롱 플레잉 레코드로 대체될 때까지 이러한 재료를 사용한 레코드로 만들어졌다. 19세기에 오일과 왁스가 마감재를 대체한 이후로 또한 셸락은 1920년대와 1930년대에 니트로셀룰로오스 래커로 대체될 때까지 유럽 등 세계에서 지배적인 목재 마감재 중 하나였다.

## 같이 보기
- 깍지벌레
- 호두기름